# Sallent de Gállego

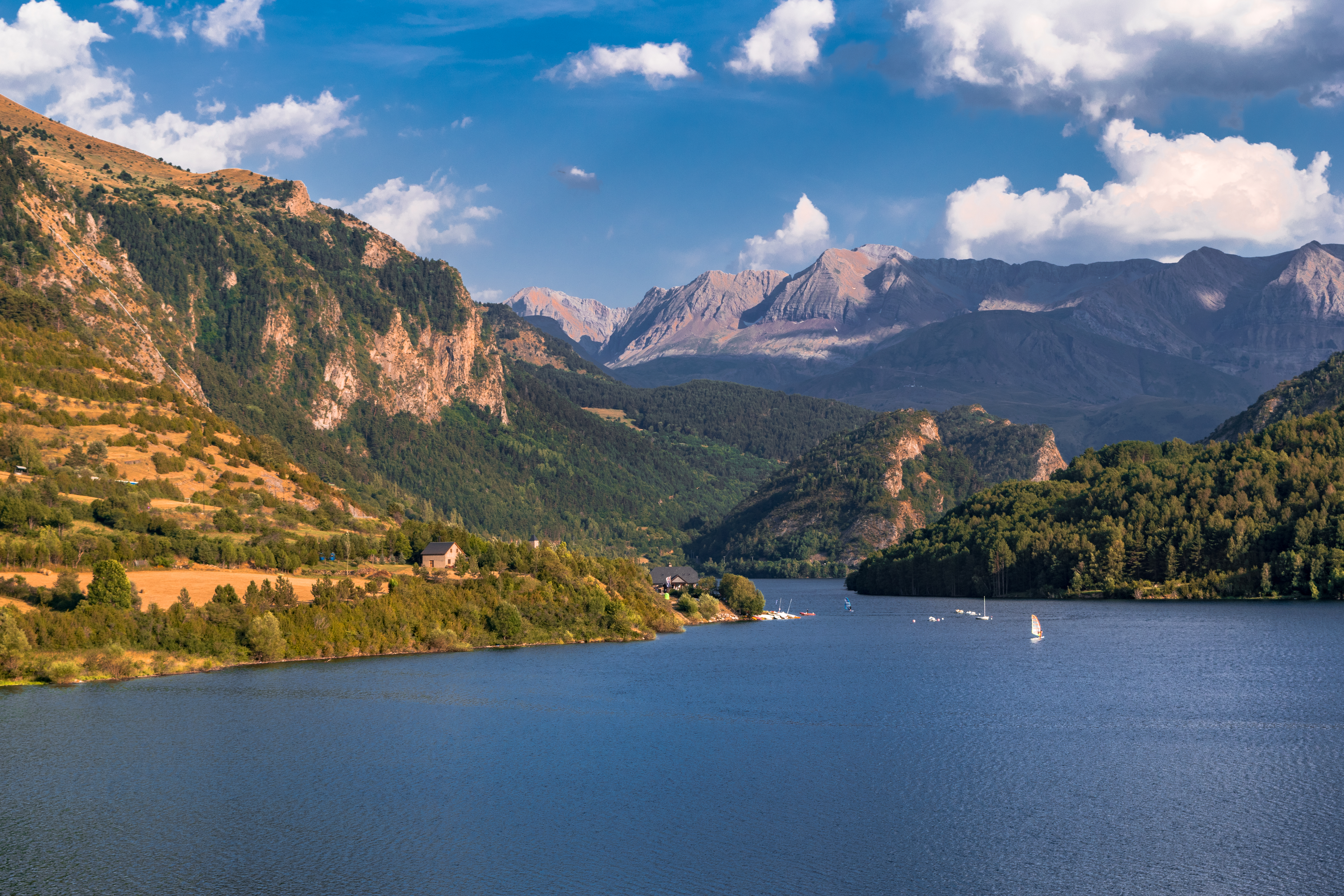
Embalse de Lanuza

Sallent de Gállego oder Sallent de Galligo ist ein Ort und eine aus dem Hauptort und mehreren Dörfern bestehende nordspanische Gemeinde (municipio) mit 1.516 Einwohnern (Stand: 2024) südlich des Pyrenäenhauptkamms im Norden der Provinz Huesca in der Autonomen Region Aragonien.

## Lage und Klima
Der Ort Sallent de Gállego liegt am Oberlauf des Río Gállego im oberen Bereich des Valle de Tena knapp 88 Kilometer (Fahrtstrecke) nördlich der Provinzhauptstadt Huesca in einer Höhe von etwa 1300 m; der Puerto de Portalet d’Aneu, d. h. die Grenze zu Frankreich, befindet sich nur etwa 16 Kilometer nordwestlich. Das Klima ist gemäßigt; Regen (ca. 1035 mm/Jahr) fällt übers Jahr verteilt.

## Gemeindegliederung
- Sallent de Gállego
- Escarrilla
- Formigal
- Lanuza
- Sandiniés
- Tramacastilla de Tena

## Bevölkerungsentwicklung
| Jahr      | 1857 | 1900 | 1950  | 2000  | 2017  |
| Einwohner | 586  | 626  | 1.319 | 1.053 | 1.444 |

Die zunehmende Mechanisierung der Landwirtschaft führte in der zweiten Hälfte des 20. Jahrhunderts zu einem kontinuierlichen Verlust an Arbeitsplätzen, der aber durch Eingemeindungen und den wachsenden Tourismussektor mehr als ausgeglichen werden konnte.

## Wirtschaft
Früher lebten die Bewohner des Ortes direkt oder indirekt (als Bauern, Land- oder Transport-Arbeiter, Händler oder Handwerker) von der Landwirtschaft. Seit den 1960er Jahren spielt der Tourismus eine zunehmend wichtige Rolle im Wirtschaftsleben der Gemeinde.

## Geschichte
Keltische, römische und westgotische Spuren wurden in der Region bislang nicht entdeckt und so ist anzunehmen, dass der Ort in der Spätantike oder im frühen Mittelalter als Rastplatz oder als Zwischenstation für Hirten und ihre Herden sowie für Händler und ihre Waren entstand.

## Sehenswürdigkeiten

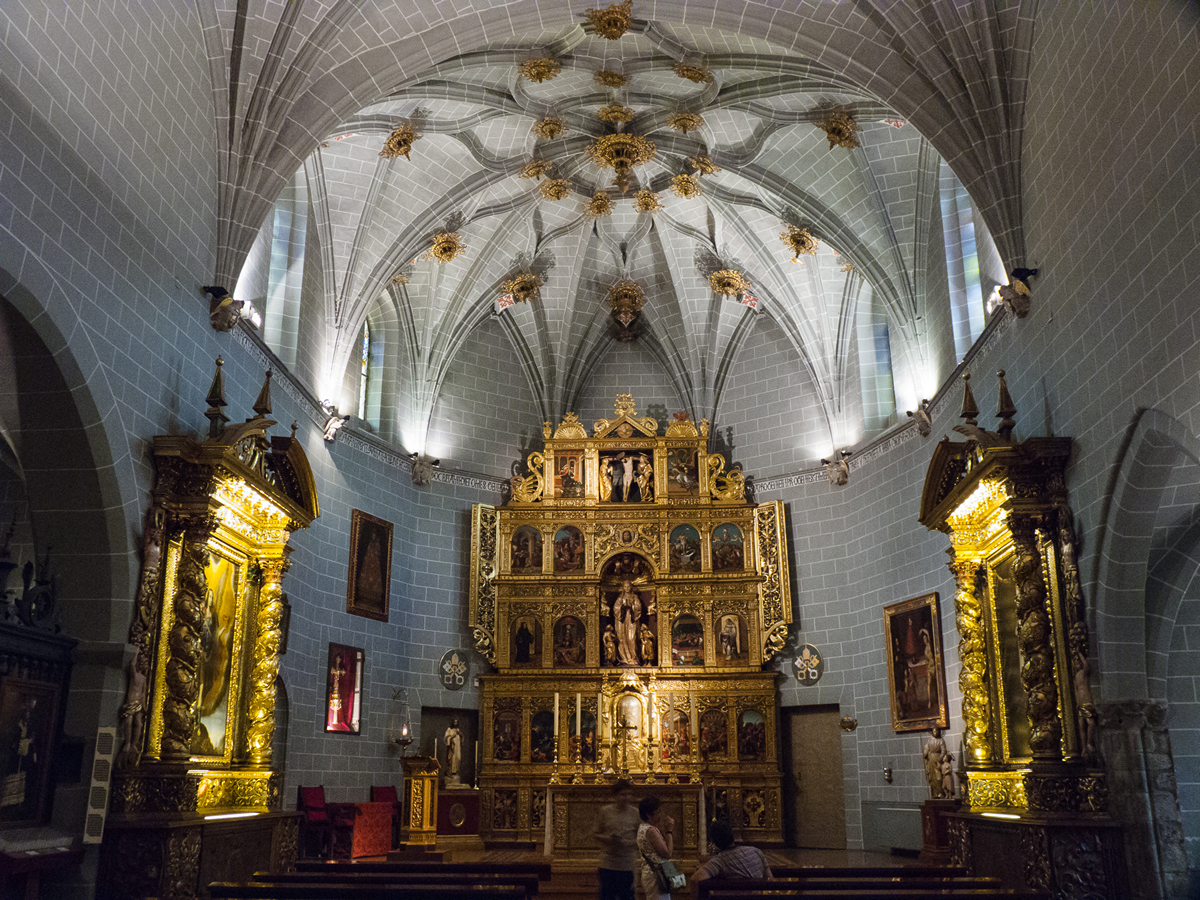
Altarraum der Kirche

- Das von Bergen umgebene Landschaftspanorama des Ortes und seiner Umgebung gehört zu den schönsten Spaniens.
- Ein Stausee (Embalse de Lanuza) befindet sich unmittelbar südlich des Ortes und trägt zu seinem reizvollen Gesamtbild bei.
- Im Ort selbst finden sich zahlreiche alte und neue Häuser mit Außenmauern aus Bruchsteinmauerwerk.
- In kultureller Hinsicht ist eine einbogige spätmittelalterliche Brücke (Puente del Paco) über den Río Gállego erwähnenswert.[5]
- Die Kirche Nuestra Señora de la Assunción wurde an der Stelle einer mittelalterlichen romanischen Kirche in den Jahren 1525 bis 1538 im spätgotischen Stil erbaut. Die Joche des Kirchenschiffs (nave) werden von Sterngewölben überspannt; dasjenige der Apsis mit seinen vergoldeten hängenden Schlusssteinen ragt in künstlerischer Hinsicht heraus. Außerdem befinden sich hier drei Altarretabel (retablos): Der Hauptaltar stammt aus dem Jahr 1537 und zeigt Renaissanceformen und Tafelbilder, die beiden seitlichen haben gesprengte Giebel mit aufsitzenden Zierobelisken und zeigen die typischen – um eine innere Achse gedrehten – Säulen des spätbarocken Churriguerismus.[6]

Formigal
- Die kleine örtliche Kirche im Nachbardorf Formigal steht inmitten eines Neubauviertels aus Ferienwohnungen und Hotels; sie stammt aus dem 10. Jahrhundert (restauriert 1972) und zeigt noch mozarabische Stilelemente.